# Muhlbach-sur-Munster
Muhlbach-sur-Munster là một xã ở tỉnh Haut-Rhin trong vùng Grand Est ở đông bắc Pháp. Xã này có diện tích 7,88 km², dân số năm 1999 là 773 người. Khu vực này có độ cao 466 mét trên mực nước biển.